# Moma designata
Moma designata är en fjärilsart som beskrevs av Turati 1923. Moma designata ingår i släktet Moma och familjen Pantheidae. Inga underarter finns listade i Catalogue of Life.